# K League 1 2023
Het seizoen 2023 is de 41e editie van de Zuid-Koreaanse hoogste voetbalafdeling, en de negende na de competitiehervorming van 2012. De officiële naam van de competitie is K League 1, de sponsornaam is Hana 1Q K League 1. Het reguliere seizoen zou beginnen op 25 februari 2022.

## Gepromoveerde teams
Gwangju FC, de kampioen van de K League 2, promoveerde voor de start van de competitie. En Daejeon Hana Citizen, de winnaar van de K League 1+2 promotie-relegatie play-off 1, also promoveerde voor de start van de competitie.

## Clubs
Twaalf clubs spelen in 2023 in K League 1. Uitgesplitst per provincie komen vier clubs uit Seoel-Incheon-Gyeonggi-do, telkens drie uit Gyeongsang area, twee uit Jeolla area, één uit Chungcheong area, en één uit Gangwon-do, en één uit Jeju-do.
De volgende twaalf clubs strijden in het seizoen 2023 in de K League 1.
| Club                    | Plaats              | Stadion                                         | Capaciteit    | Begroting in mln. euro | Trainer                 | Kledingsponsor | Hoofdsponsor                                |
| ----------------------- | ------------------- | ----------------------------------------------- | ------------- | ---------------------- | ----------------------- | -------------- | ------------------------------------------- |
| Daegu FC                | Daegu               | DGB Daegu Bank Park                             | 12.415        | 0                      | CHOI Won-gwon           | Goal Studio    | DGB Daegu Bank, AJIN Industrial Co., Ltd.   |
| Daejeon Hana Citizen    | Daejeon             | Daejeon WK-stadion                              | 40.903        | 0                      | LEE Min-sung            | Macron         | Hana Bank                                   |
| Gangwon FC              | Chuncheon Gangneung | Chuncheon Song-am Sports Town Gangneung-stadion | 20.000 21.416 | 0                      | YOON Jong-hwan          | Fila           | High 1 Resort                               |
| Gwangju FC              | Gwangju             | Gwangju-voetbal-stadion                         | 10.007        | 0                      | LEE Jung-hyo            | Kelme          | Gwangju Bank                                |
| Incheon United          | Incheon             | Incheon Voetbalstadion                          | 20.300        | 0                      | CHO Sung-hwan           | Macron         | Shinhan Bank, Incheon International Airport |
| Jeju United             | Jeju-do(Seogwipo)   | Jeju WK-stadion                                 | 29.000        | 0                      | JEONG Jo-gook (interim) | Fila           | SK Energy                                   |
| Jeonbuk Hyundai Motors  | Jeonju              | Jeonju WK-stadion                               | 42.477        | 0                      | Dan Petrescu            | Adidas         | Hyundai Motor Company                       |
| Pohang Steelers         | Pohang              | Steel Yard                                      | 18.960        | 0                      | KIM Gi-dong             | Puma           | POSCO, Stadhuis van Pohang                  |
| FC Seoul                | Seoul               | Seoul WK-stadion                                | 66.806        | 0                      | KIM Jin-kyu (interim)   | Pro-Specs      | GS Shop, GS Caltex                          |
| Suwon Samsung Bluewings | Suwon               | Suwon WK-stadion                                | 43.959        | 0                      | YEOM Ki-hun (interim)   | Puma           | Samsung Electronics, Deutsch Motors         |
| Suwon FC                | Suwon               | Suwonstadion                                    | 12.000        | 0                      | KIM Do-kyun             | Hummel         | Stadhuis van Suwon                          |
| Ulsan Hyundai           | Ulsan               | Ulsan Munsu Voetbalstadion                      | 44.474        | 0                      | HONG Myung-bo           | Adidas         | Hyundai Oil Bank, Hyundai Heavy Industries  |

## Standen
| Pos | Grp | Team                        | Wed | W  | G  | V  | Ptn | DV | DT | +/− | Kwalificatie of degradatie                                          |
| --- | --- | --------------------------- | --- | -- | -- | -- | --- | -- | -- | --- | ------------------------------------------------------------------- |
| 1   |     | Ulsan Hyundai (C)           | 38  | 23 | 7  | 8  | 76  | 63 | 42 | +21 | Groepsfase AFC Champions League Elite                               |
| 2   |     | Pohang Steelers             | 38  | 16 | 16 | 6  | 64  | 53 | 40 | +13 | Groepsfase AFC Champions League Elite                               |
| 3   |     | Gwangju FC                  | 38  | 16 | 11 | 11 | 59  | 47 | 35 | +12 | Play-off voorronde, voor niet kampioenen AFC Champions League Elite |
| 4   |     | Jeonbuk Hyundai Motors      | 38  | 16 | 9  | 13 | 57  | 45 | 35 | +10 | Groepsfase AFC Champions League 2                                   |
| 5   |     | Incheon United              | 38  | 14 | 14 | 10 | 56  | 46 | 42 | +4  |                                                                     |
| 6   |     | Daegu FC                    | 38  | 13 | 14 | 11 | 53  | 42 | 43 | −1  |                                                                     |
|     |     |                             |     |    |    |    |     |    |    |     |                                                                     |
| 7   |     | FC Seoul                    | 38  | 14 | 13 | 11 | 55  | 63 | 49 | +14 |                                                                     |
| 8   |     | Daejeon Hana Citizen        | 38  | 12 | 15 | 11 | 51  | 56 | 57 | −1  |                                                                     |
| 9   |     | Jeju United                 | 38  | 10 | 11 | 17 | 41  | 43 | 49 | −6  |                                                                     |
| 10  |     | Gangwon FC (O)              | 38  | 6  | 16 | 16 | 34  | 30 | 41 | −11 | Play-offs tegen degradatie naar de K League 2                       |
| 11  |     | Suwon FC (O)                | 38  | 8  | 9  | 21 | 33  | 44 | 76 | −32 | Play-offs tegen degradatie naar de K League 2                       |
| 12  |     | Suwon Samsung Bluewings (R) | 38  | 8  | 9  | 21 | 33  | 35 | 57 | −22 | Degradatie naar de K League 2                                       |

1. ↑  Teams worden opgesplitst in twee groepen (Finale A en Finale B) nadat ze elk 22 wedstrijden hebben gespeeld.
2. ↑  Pohang Steelers kwalificeerde zich voor de AFC Champions League Elite als kampioen van de Koreaanse FA Cup 2023.
3. ↑  Vier ploegen, één uit de K League 1 en drie uit de K League 2, spelen om één plek in de K League 1. De overige ploegen spelen in de K League 2.

Leidersplaats reguliere competitie per speeldag

## Wedstrijddata

### Programma/uitslagen

#### Reguliere competitie - wedstrijden 1-22
| Thuis \ Uit             | DGU | DHC | GWN | GJU | ICU | JJU | JHM | PHS | SEL | SSB | SWN | USH |
| ----------------------- | --- | --- | --- | --- | --- | --- | --- | --- | --- | --- | --- | --- |
| Daegu FC                | —   | 1–0 | 0–0 | 3–4 | 2–2 | 1–1 | 2–0 | 1–1 | 1–0 | 1–1 | 3–1 | 0–3 |
| Daejeon Hana Citizen    | 0–1 | —   | 2–0 | 1–1 | 1–3 | 0–3 | 2–2 | 0–0 | 3–2 | 2–2 | 2–1 | 2–1 |
| Gangwon FC              | 1–1 | 1–2 | —   | 1–1 | 0–2 | 0–1 | 1–2 | 0–0 | 3–2 | 0–2 | 1–2 | 0–1 |
| Gwangju FC              | 0–2 | 0–0 | 0–0 | —   | 5–0 | 0–1 | 2–0 | 4–2 | 0–2 | 2–1 | 2–0 | 0–1 |
| Incheon United          | 0–0 | 3–3 | 1–0 | 1–1 | —   | 1–0 | 0–0 | 0–1 | 1–1 | 0–1 | 2–2 | 0–1 |
| Jeju United             | 1–2 | 1–1 | 2–2 | 0–0 | 2–0 | —   | 0–2 | 2–1 | 1–2 | 2–1 | 0–0 | 1–3 |
| Jeonbuk Hyundai Motors  | 1–0 | 1–2 | 0–1 | 2–0 | 2–0 | 2–0 | —   | 1–2 | 2–1 | 1–1 | 3–1 | 2–0 |
| Pohang Steelers         | 3–2 | 3–2 | 1–1 | 2–0 | 0–2 | 2–1 | 1–0 | —   | 1–1 | 3–1 | 1–0 | 0–1 |
| FC Seoul                | 3–0 | 0–0 | 1–0 | 3–1 | 2–1 | 1–1 | 1–1 | 1–1 | —   | 3–1 | 7–2 | 1–2 |
| Suwon Samsung Bluewings | 0–1 | 1–3 | 1–1 | 0–1 | 0–0 | 2–3 | 0–3 | 1–1 | 0–1 | —   | 1–2 | 2–3 |
| Suwon FC                | 1–1 | 5–3 | 2–0 | 0–2 | 2–2 | 0–5 | 1–0 | 1–2 | 0–3 | 2–0 | —   | 1–3 |
| Ulsan Hyundai           | 3–1 | 3–3 | 1–0 | 2–1 | 1–2 | 5–1 | 2–1 | 2–2 | 3–2 | 2–1 | 3–0 | —   |

#### Reguliere competitie - wedstrijden 23-33
| Thuis \ Uit             | DGU | DHC | GWN | GJU | ICU | JJU | JHM | PHS | SEL | SSB | SWN | USH |
| ----------------------- | --- | --- | --- | --- | --- | --- | --- | --- | --- | --- | --- | --- |
| Daegu FC                | —   | —   | 1–0 | —   | —   | 1–0 | —   | 0–0 | —   | —   | 2–2 | 0–0 |
| Daejeon Hana Citizen    | 1–0 | —   | —   | —   | —   | 1–0 | —   | —   | 4–3 | 3–1 | 0–1 | —   |
| Gangwon FC              | —   | 1–1 | —   | —   | 1–1 | —   | —   | 1–1 | 1–1 | 1–2 | —   | 2–0 |
| Gwangju FC              | 1–1 | 3–0 | 1–0 | —   | —   | —   | 0–1 | —   | —   | 4–0 | —   | —   |
| Incheon United          | 3–1 | 2–0 | —   | 2–2 | —   | 2–1 | —   | 0–2 | —   | 2–0 | —   | —   |
| Jeju United             | —   | —   | 1–1 | 1–2 | —   | —   | 0–0 | —   | 1–3 | —   | 3–0 | —   |
| Jeonbuk Hyundai Motors  | 1–3 | 1–1 | 1–3 | —   | 2–0 | —   | —   | —   | —   | 1–1 | 1–0 | —   |
| Pohang Steelers         | —   | 4–3 | —   | 1–1 | —   | 4–2 | 2–1 | —   | —   | —   | 2–0 | 0–0 |
| FC Seoul                | 2–2 | —   | —   | 0–1 | 0–1 | —   | 0–2 | 2–2 | —   | —   | —   | 2–2 |
| Suwon Samsung Bluewings | 0–1 | —   | —   | —   | —   | 1–0 | —   | 1–0 | 0–1 | —   | 0–2 | 3–1 |
| Suwon FC                | —   | —   | 1–1 | 0–1 | 1–2 | —   | —   | —   | 1–1 | —   | —   | 2–3 |
| Ulsan Hyundai           | —   | 1–1 | —   | 0–2 | 0–0 | 2–1 | 1–0 | —   | —   | —   | —   | —   |

#### Finaleronde - wedstrijden 34-38
Finale A
| Thuis \ Uit            | DGU | GJU | ICU | JHM | PHS | USH |
| ---------------------- | --- | --- | --- | --- | --- | --- |
| Daegu FC               | —   | 1–1 | 2–1 | 1–2 | —   | —   |
| Gwangju FC             | —   | —   | 0–2 | —   | 0–0 | 1–0 |
| Incheon United         | —   | —   | —   | 1–1 | —   | 3–1 |
| Jeonbuk Hyundai Motors | —   | 2–0 | —   | —   | 1–1 | —   |
| Pohang Steelers        | 1–0 | —   | 1–1 | —   | —   | —   |
| Ulsan Hyundai          | 2–0 | —   | —   | 1–0 | 3–2 | —   |

Finale B
| Thuis \ Uit             | DHC | GWN | JJU | SEL | SSB | SWN |
| ----------------------- | --- | --- | --- | --- | --- | --- |
| Daejeon Hana Citizen    | —   | 0–1 | —   | 2–2 | —   | 1–1 |
| Gangwon                 | —   | —   | 1–1 | —   | —   | 2–0 |
| Jeju United             | 0–2 | —   | —   | 0–0 | 2–0 | —   |
| FC Seoul                | —   | 2–1 | —   | —   | 0–1 | —   |
| Suwon Samsung Bluewings | 2–2 | 0–0 | —   | —   | —   | —   |
| Suwon FC                | —   | —   | 1–1 | 3–4 | 2–3 | —   |

## Play-offs voor promotie/degradatie
De promotie-degradatie play-offs worden betwist tussen het als tweede geplaatste team in de K League 2 playoff en het elfde geplaatste team in de K League 1 en tussen de winnaars van de K League 2 playoff en het tiende geplaatste team in de K League 1. De winnaars verzekeren een plaats in de 2023 K League 1.

### Play-off I
|                                 |                                    |       |                    |                                                                                 |
| 6 december 2023 19:00 uur UTC+9 | Busan IPark                        | 2 - 1 | Suwon FC           | Busan Asiad Mainstadion, Busan Toeschouwers: 4,047 Scheidsrechter: Ko Hyung-jin |
| 6 december 2023 19:00 uur UTC+9 | Bruno Lamas 85' (pen), 90+9' (pen) |       | 43' Jang Jae-woong | Busan Asiad Mainstadion, Busan Toeschouwers: 4,047 Scheidsrechter: Ko Hyung-jin |

|                                 |                                                                                          |     |                                  |                                                                                |
| 9 december 2023 14:00 uur UTC+9 | Suwon FC                                                                                 | 5–2 | Busan IPark                      | Suwon Sports Complex, Suwon Toeschouwers: 6,987 Scheidsrechter: Kim Jong-hyeok |
| 9 december 2023 14:00 uur UTC+9 | Kim Hyun 79' Lee Yeong-jae 86' Lee Gwang-hyeok 96' Jung Jae-yong 101' Ricardo Lopes 118' |     | 16' Choi Jun 115' Kim Jeong-hwan | Suwon Sports Complex, Suwon Toeschouwers: 6,987 Scheidsrechter: Kim Jong-hyeok |

Suwon FC wint met 6-4 over twee wedstrijden. Suwon FC handhaaft zich in de K League 1, Busan IPark blijft in de K League 2.

### Play-off II
|                                 |          |       |            |                                                                                    |
| 6 december 2023 19:00 uur UTC+9 | Gimpo FC | 0 - 0 | Gangwon FC | Gimpo Solteo-Voetbalveld, Gimpo Toeschouwers: 3,736 Scheidsrechter: Jeong Dong-sik |
| 6 december 2023 19:00 uur UTC+9 |          |       |            | Gimpo Solteo-Voetbalveld, Gimpo Toeschouwers: 3,736 Scheidsrechter: Jeong Dong-sik |

|                                 |                        |       |                   |                                                                                |
| 9 december 2023 14:00 uur UTC+9 | Gangwon FC             | 2 - 1 | Gimpo FC          | Gangneung-stadion, Gangneung Toeschouwers: 10,130 Scheidsrechter: Lee Dong-jun |
| 9 december 2023 14:00 uur UTC+9 | Vitor Gabriel 51', 76' |       | 59' Cho Sung-gwon | Gangneung-stadion, Gangneung Toeschouwers: 10,130 Scheidsrechter: Lee Dong-jun |

Gangwon FC wint met 2-1 over twee wedstrijden. Gangwon FC handhaaft zich in de K League 1, Gimpo FC blijft in de K League 2.

## Individuele klassementen
Sinds het seizoen 2015/16 krijgt ook de speler met de meeste assists, een trofee. Sinds het seizoen 2017/18 krijgt de doelman met de meeste clean sheets, een trofee. Doelpunten, assists en clean sheets tijdens de barragewedstrijden om internationale competities tellen niet mee in deze individuele klassementen.
Gouden Stier
| Nr. | Speler | Club | G | W | GPW | SPM |  |

Pro Assist
| Nr. | Speler | Club | A | W | GPW | SPM | L |  |

Clean sheet
|  |

## Scheidsrechters
|  |

## Trainerswissels
| Trainer | Datum | Club | Reden voor ontslag of vertrek | Positie | Opvolger | Datum aankondiging opvolger |
| ------- | ----- | ---- | ----------------------------- | ------- | -------- | --------------------------- |

## Individuele prijzen
|  |